# 21515 Gavini
21515 Gavini este un asteroid din centura principală de asteroizi.

## Descriere
21515 Gavini este un asteroid din centura principală de asteroizi. A fost descoperit pe 23 mai 1998 la Socorro, New Mexico, în cadrul proiectului LINEAR. Asteroidul prezintă o orbită caracterizată de o semiaxă mare de 2,70 ua, o excentricitate de 0,15 și o înclinație de 15,5° în raport cu ecliptica.